# 中富良野車站
中富良野車站（日语：／ Naka-furano eki */?）是一由北海道旅客鐵道（JR北海道）所經營的鐵路車站，位於日本北海道空知郡中富良野町境內，是地方交通線富良野線沿線車站之一，由JR北海道旭川分社負責管轄。
雖然是所在地中富良野町的主車站，車站周遭也有許多集合住宅、倉庫，以及派出所、銀行等公共設施，但中富良野車站在2007年之後就已撤除駐站人員，成為一個無人車站。

## 車站構造
- 設置側式月台、2面2線的地面車站。
- 無人車站。車站設有自動售票機及男女分開的洗手間。

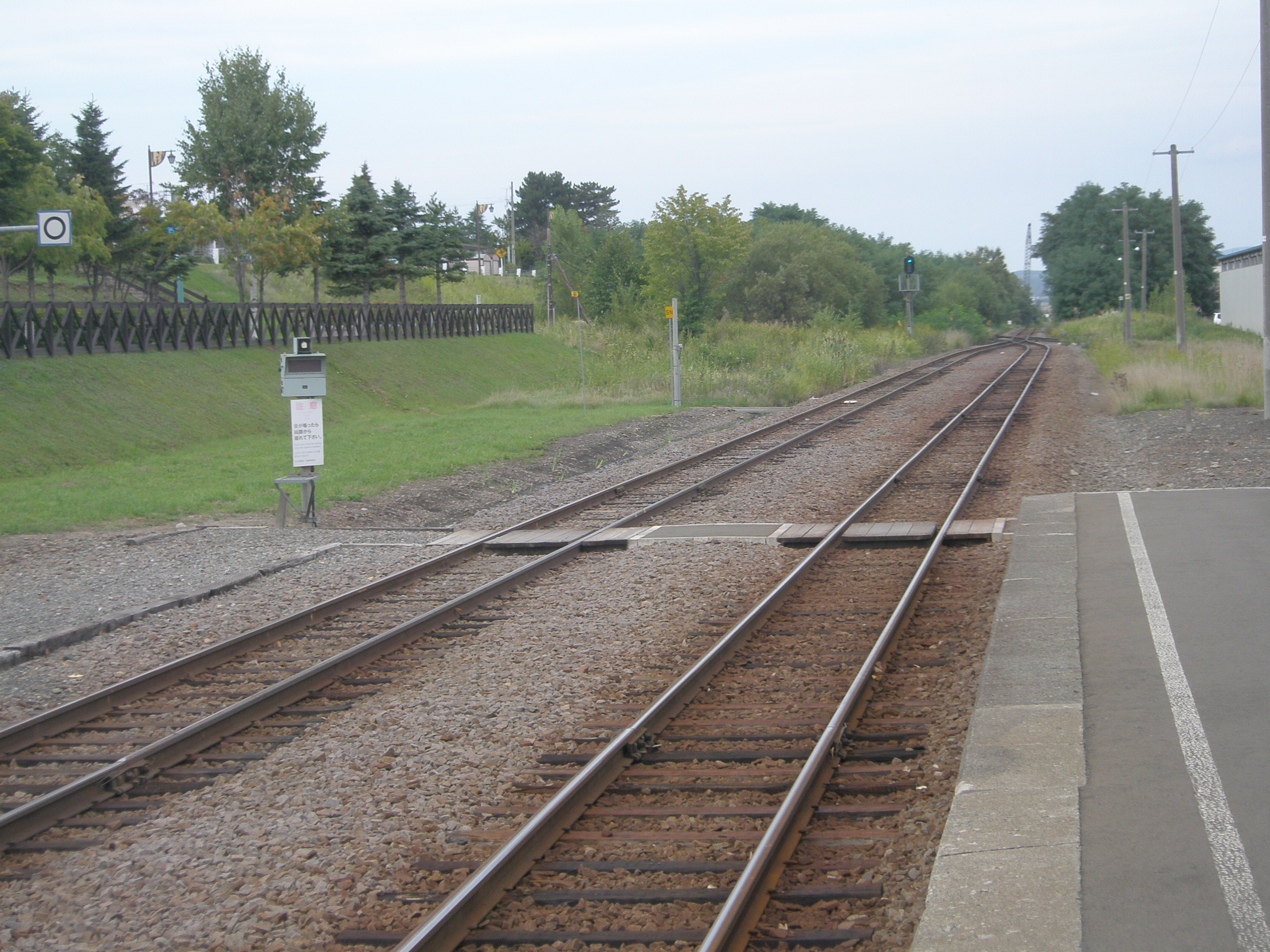
月台（攝於2011年9月）
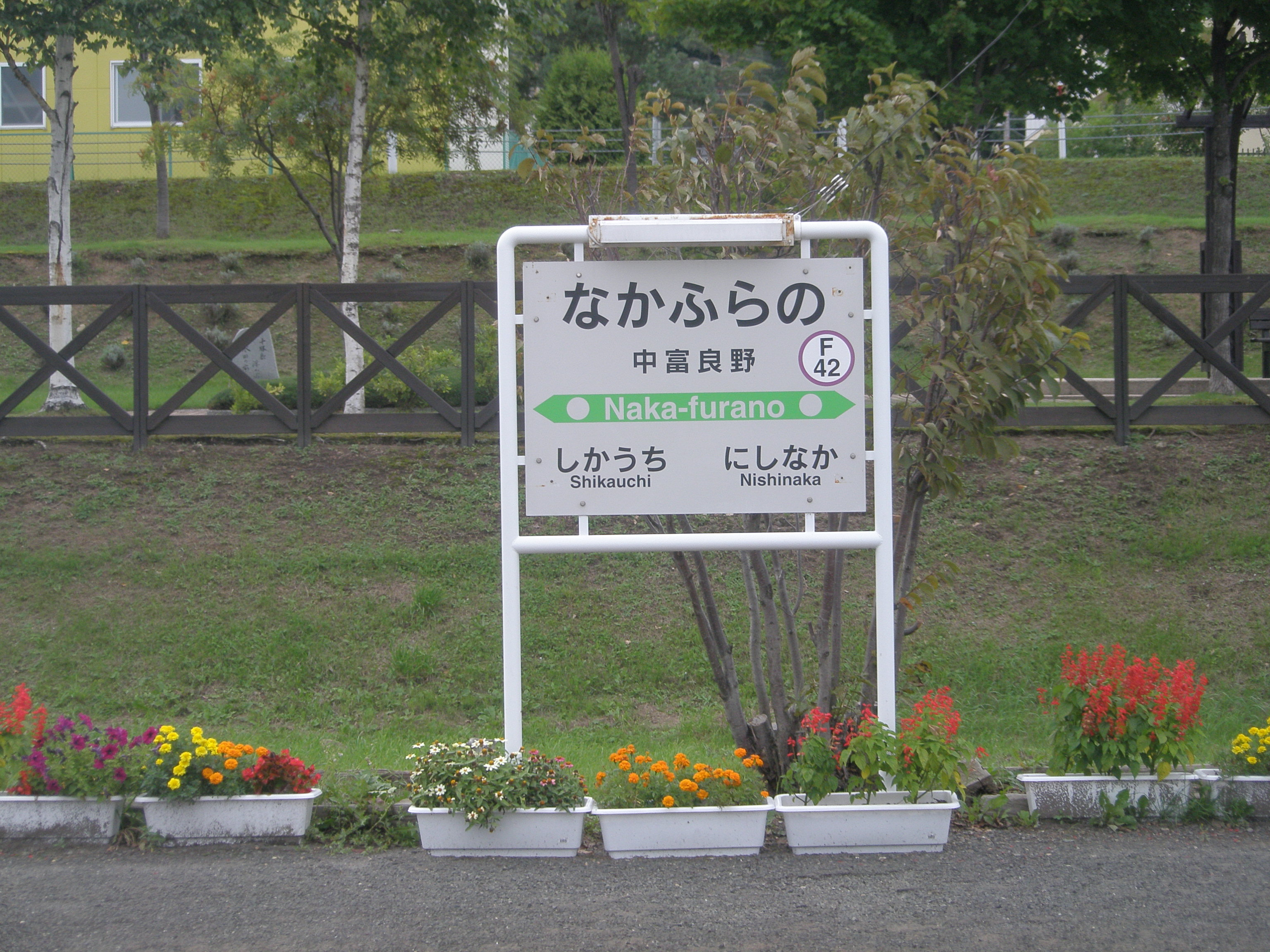
車站標誌（攝於2011年9月）

## 車站周邊
為中富良野町的主車站。
- 國道237號
- 北海道道705号贝贝鲁伊中富良野停车场线
- 中富良野町役場
- 富良野警署（日语：富良野警察署）中富良野派出所
- 中富良野郵局
- 旭川信用金庫（日语：旭川信用金庫）中富良野分店
- 富良野農業協同組合（JA富良野）中富良野分所
- 中富良野中學
- 北星山滑雪場（夏天為薰衣草花田）
- 中富良野神社

## 歷史
- 1900年（明治33年）8月1日－北海道官設鐵道十勝線開始營運。一般車站。
- 1905年（明治38年）4月1日－由官設鐵道接管。
- 1982年（昭和57年）11月15日－停止貨物裝卸。
- 1984年（昭和59年）2月1日－停止行李處理。
- 1986年（昭和61年）11月－車站改建。
- 1987年（昭和62年）4月1日－國鐵分割民營化後，由JR北海道繼承業務。
- 2007年（平成19年）4月1日－車站無人化。

## 相鄰車站
北海道旅客鐵道（JR北海道）
■富良野線
鹿討（F43）－中富良野（F42）－（臨）薰衣草花田（F41）－西中（F40）

## 外部連結
- （日語）中富良野車站（JR北海道旭川分社）
- （日語）全驛參觀之旅 （页面存档备份，存于）